# Дергачёв, Эдуард Мартынович
Эдуард Мартынович Дергачёв — советский борец вольного стиля и тяжелоатлет; Мастер спорта СССР. Рекордсмен мира, неоднократный призёр чемпионатов и кубков СССР.

## Биография
Эдуард Дергачёв был воспитанником белорусского тренера по вольной борьбе Наума Лапидуса.
После окончания спортивной карьеры, выступал в ветеранских соревнованиях. В 2009 году в Тольятти на чемпионате Европы по тяжелой атлетике среди ветеранов завоевал золотую медаль, а сборная Белоруссии победила в командном зачёте.